# Деветнадесети пехотен шуменски полк
Деветнадесети пехотен шуменски полк е български полк.

## Формиране
Деветнадесети пехотен шуменски полк е формиран в Шумен под името Деветнадесети пеши шуменски полк на 7 март 1889 година с указ №11 от 19 януари 1889. В състава му влизат от 2-ра и 3-та дружини на 7-и пеши преславски полк, наследници на Разградска №22 пеша дружина и Орханийска №11 пеша дружина, като за знаме на полка е определено знамето на разградската дружина.

## Балкански войни (1912 – 1913)
По време на Балканската война (1912 – 1913) полка се сражава при Караагач, Бунархисар и Чонгара, Ескиполос, Петра, Люлебургаз и Чаталджа. По време на битката при Люлебургаз полка губи трима знаменосци.
През Междусъюзническата война (1913) полкът води битка при Рамна нива, Гюешево, Мала Църцория, върховете Китка и Голем, както и при атаката на Редки буки.

## Първа световна война (1915 – 1918)
Взема участие в Първата световна война (1915 – 1918) в състава на 2-ра бригада от 4-та пехотна преславска дивизия.
При намесата на България във войната полкът разполага със следния числен състав, добитък, обоз и въоръжение:
| Числен състав                                                      | Добитък   | Обоз                                                    | Въоръжение                           |
| ------------------------------------------------------------------ | --------- | ------------------------------------------------------- | ------------------------------------ |
| Дружини: 4 Картечни роти: 1 Офицери: 57 Подофицери и войници: 4933 | Коне: 594 | Обикновени коли: 98 Товарни коли: 137 Специални коли: 5 | Пушки и карабини: 4119 Картечници: 4 |

През 1916 година полкът е изпратен на Добруджанския фронт и участва в Тутраканската битка. На следващата година се сражава при село Тюрк кьой и Мачин. През октомври 1917 година е изпратен на Македонския фронт. В битката при Азаплар-Девенджикьой през септември 1916 година загива командирът на полка Антон Дяков. На негово място е избран Марин Куцаров, който спасява полковото знаме, след като полкът остава в плен при сключването на примирието.

## Между двете световни войни
На 1 декември 1920 година в изпълнение на клаузите на Ньойския мирен договор полкът е реорганизиран в 19-а пехотна шуменска дружина. През 1928 година полкът е отново формиран от частите на 19-а пехотна шуменска дружина и 4-та пехотна допълваща част, но до 1937 година носи явното название дружина. 
На 3 октомври 1937 година е връчено новото бойно знаме на полка. По това време командир на полка е подполковник Димитров.

## Втора световна война (1941 – 1945)
През Втората световна война (1941 – 1945) полкът участва в акции срещу партизаните. Hа 20 декември 1943 г. в село Ястребино втора картечна рота с командир подпоручик Константин Йорданов, изпълнявайки заповедта на командира на полка полк. Атанасов разстрелва без съд и присъда 18 души, от които шест невръстни деца.
Полкът взема участие в първата фаза на заключителния етап на войната в състава 4-та пехотна преславска дивизия.
С указ № 6 от 5 март 1946 г. издаден на базата на доклад на Министъра на войната № 32 от 18 февруари 1946 г. е одобрена промяната на наименованието на полка от 19-и пехотен шуменски на Н.Ц.В. Симеон Княз Търновски полк на 19-и пехотен шуменски полк. От май 1948 г. полкът носи явното наименование под. 4135, на 8 ноември 1950 е преименуван на Двадесет и първи отделен стрелкови полк с явно наименование под. 65180. От 15 юли 1951 г. е на гарнизон в Бургас, а от 12 октомври в Айтос, след което на 28 март 1960 е преименуван на Двадесет и първи отделен мотострелкови полк.

## Наименования
През годините полкът носи различни имена според претърпените реорганизации:
- Деветнадесети пеши шуменски полк (1889 – 1892)
- Деветнадесети пехотен шуменски полк (1892 – 1 декември 1920)
- Деветнадесета пехотна шуменска дружина (1 декември 1920 – 1928)
- Деветнадесети пехотен шуменски полк (от 1928)
- Деветнадесети пехотен шуменски на Н.Ц.В. Симеон Княз Търновски полк (до 5 март 1946 г.)
- Деветнадесети пехотен шуменски полк (5 март 1946 – 8 ноември 1950)
- Двадесет и първи отделен стрелкови полк (8 ноември 1950 – 28 март 1960)
- Двадесет и първи отделен мотострелкови полк (28 март 1960 – 1961)
- Двадесет и четвърта танкова бригада (1961 – 7 юли 1998)

## Командири
Званията са към датата на заемане на длъжността.
| № | звание       | име              | дати                        |
| - | ------------ | ---------------- | --------------------------- |
|   | Подполковник | Димитър Витанов  | през 1892                   |
|   | Подполковник | Никола Генев     | от 1893                     |
|   | Подполковник | Анастас Янков    | от 1896                     |
|   | Полковник    | Дечко Караджов   | до 1903                     |
|   | Полковник    | Христо Паков     | към 1904                    |
|   | Подполковник | Асен Николов     | през 1911                   |
|   | Полковник    | Вълко Василев    | 1911 – 1913                 |
|   | Подполковник | Асен Николов     | 1913 – 1915                 |
|   | Полковник    | Васил Маринов    | Първа световна война        |
|   | Полковник    | Иван Халачев     | Първа световна война        |
|   | Полковник    | Антон Дяков      | до 13 септември 1916 (убит) |
|   | Подполковник | Марин Куцаров    | от септември 1916           |
|   | Полковник    | Васил Динов      | 1918 – 1920                 |
|   | Подполковник | Димитър Попов    | 1929 – 1934?                |
|   | Подполковник | Васил Йонов      | от 1934 (и.д.)              |
|   | Подполковник | Диаманд Димитров | 1935 – 1940?                |
|   | Подполковник | Иван Атанасов    | от 1940                     |
|   | Полковник    | Иван Анастасов   | 1946                        |
|   | Подполковник | Йордан Хаджиев   | 1946 – 1947                 |

Други командири: Атанас Узунов, Иван Харизанов